# Online-Sicherheitsprüfung
Die Online-Sicherheitsprüfung OSiP ist eine Software-Anwendung des IT-Planungsrates der Bundesrepublik Deutschland aus dem Jahr 2017 und dient der personenbezogenen Zuverlässigkeitsüberprüfung in unterschiedlichen Anwendungsbereichen, wie z. B. Luft- und Hafensicherheit, Einbürgerung, Waffenbesitz, Soldaten (MAD), Gewerberecht und weitere mehr.

## Hintergrund
Der IT-Planungsrat koordiniert laut IT-Staatsvertrag von 2010 die Zusammenarbeit von Bund und Ländern in Fragen der Informationstechnik und untersteht dem Kanzleramt. In einer Reihe von Gesetzen sind personenbezogene Sicherheits- und Zuverlässigkeitsüberprüfungen vor der Gewährung des Zugangs zu sicherheitsrelevanten oder nicht allgemein zugänglichen Bereichen vorgeschrieben. Bei der Durchführung der Zuverlässigkeitsüberprüfungen sind regelmäßig unterschiedliche Stellen zu beteiligen. Das IT-Verfahren Online-Sicherheitsprüfung (OSiP) ermöglicht es, die vielfältigen Beteiligten und Nutzergruppen in automatisierte und weitestgehend medienbruchfreie Abläufe zu integrieren. Viele Anwendungsbereiche können bereits jetzt IT-gestützt mit OSiP durchgeführt werden. Weitere Anwendungsbereiche können bei Vorhandensein einer entsprechenden Rechtsgrundlage ergänzt werden.
2018 erreichte OSiP den zweiten Platz beim eGovernment-Wettbewerb in der Kategorie Bestes Kooperationsprojekt und den ersten Platz beim World Summit Award Germany.

## Von OSiP unterstützte Bereiche
- Luftsicherheit[6]
- Hafensicherheit
- Einbürgerung
- Atomrecht
- Waffensicherheit
- Anlassbezogene Überprüfung (z. B. Akkreditierung)
- Gewerberecht (Bewacher, Prostituiertenschutz)
- Strafvollzug (über das Produkt BasisWeb)

Für die Zuverlässigkeitsprüfung in unterschiedlichen Anwendungsbereichen werden für eine effiziente Bearbeitung der Anträge einheitliche Standards verwendet, so dass OSiP als zentrale Schnittstelle für viele Anwendungsgebiete genutzt wird und für neue Anwendungsbereiche einfach erweitert werden kann. Insbesondere ist die Einbeziehung der Erkenntnisstellen (Verfassungsschutz, Polizei sowie die Bundesregister) ein besonderes Herausstellungsmerkmal von OSiP. Fast alle Landeskriminalämter haben ihre Bereitschaft erklärt, sich in den OSiP-Verbund zu integrieren.